# 政治戲仿節目
政治戲仿節目，又名政治反串娛樂節目，是指由演員扮成政治人物演出根據時事所改編的戲仿短劇的電視節目。由於內容逗趣，且大多來自大眾每天接觸的時事；在有些地方，這類節目頗受歡迎。
在香港和台湾，政治模仿节目早就风靡。1989年4月，香港电台电视部制作了华语电视中第一档漫画式的政治讽刺节目《头条新闻》，从此风靡香港。其后台湾中天电视的《全民大闷锅》更加受欢迎。

## 發展史

### 台湾
在台灣，1992年3月2日，王偉忠製作、方芳芳主持的台視綜藝節目《歡樂急轉彎》（首播期間為1992年3月2日至1993年9月2日）開播，其短劇單元〈記者會〉是台灣第一個政治戲仿單元，〈記者會〉的主演者鄧鴻也是台灣第一位政治戲仿演員。1997年7月1日，王偉忠製作、鄧志鴻主演的民視無線台政治戲仿節目《純屬虛構》開播，是台灣第一個政治戲仿節目。1998年4月1日，王偉忠與解王泉製作、鄧志鴻主演的SET電視台政治戲仿節目《純屬巧合》開播。2000年，凌志文製作、金十二導演、侯冠群主持八大綜合台政治戲仿節目《主席有約》（首播期間為2000年1月3日至2002年3月29日），侯冠群因扮演「李祖惜」（諧音「李主席」）戲仿中華民國總統兼中國國民黨主席李登輝而聲名大噪，並開啟了台灣藝人戲仿政治人物之風潮。
2001年，解王泉製作的MUCH TV政治戲仿節目《搞笑Very Much》，倪敏然扮演「倪附總統」戲仿中華民國副總統呂秀蓮，高凌風扮演「風雲法師」戲仿佛光山星雲法師，大炳扮演「謝漲停」戲仿民主進步黨主席謝長廷，小亮哥戲仿中華民國教育部部長曾志朗，戎祥戲仿行政院勞工委員會主任委員陳菊，黃嘉千戲仿總統府國策顧問金美齡；由於「倪附總統」大受歡迎，呂秀蓮曾想召見倪敏然，但倪敏然拒絕，倪敏然說「表演應該是一種獨立的工作，見了面難免讓外界有『摸頭』之譏」。
此後，政治戲仿節目在台灣穩定發展；受歡迎的戲仿演員，甚至在競選活動時跟「本尊」（被戲仿的政治人物）同時登台造勢。

### 香港
在香港，早在1970年代無線電視的《歡樂今宵》中，亦有諷刺時弊的單元劇集，但甚少模仿政治人物，僅由演員扮演小市民去講出心聲。
直至1989年中期，香港電台電視部製作的電視節目《頭條新聞》启播，則设有常规模仿政治人物的環節，其中以香港著名電影編劇林超榮一人扮演多個政治人物的環節最深入民心。2001年中，林超榮在《頭條新聞》當中模仿阿蓋達組織領袖賓拉登，諷刺香港特區政府及香港行政長官董建華當年的施政報告，隨即被董建華在公眾場合批評該節目為低級趣味，引起壓制言論自由的政治風波；期間，全國政協委員徐四民曾撰文批評《頭條新聞》陰陽怪氣，以及批評身為香港公共電視的香港電台「整天在反政府」。結果，《頭條新聞》常常被壓縮為只在一年中其中一定的季度播出，而非全年播出。

## 政治戲仿節目列表

### 台灣
- 中天電視《2100全民亂講》、《全民大悶鍋》、《全民最大黨》、《全民大新聞》、《瘋狂大悶鍋》
- 民視無線台《純屬虛構》
- 超級電視台《老鄧搞新聞》、《超級台灣霹靂吼》
- SET電視台《純屬巧合》
- 八大綜合台《主席有約》、《政治模仿秀》、《政治魔倣秀》
- MUCH TV《搞笑Very Much》
- TVBS頻道《周末熊新聞》

### 香港
- 香港電台電視部《頭條新聞》
- 亞洲電視《香港亂噏》